# Muchajjam Dżarasz
Muchajjam Dżarasz (arab. ‏مخيم جرش‎, również: ang. Gaza Camp)  – obóz uchodźców palestyńskich w Jordanii, położony w pobliżu miasta Dżarasz.
Został założony w 1967 roku przez UNRWA w celu zabezpieczenia uchodźców, którzy przybyli do Jordanii w wyniku wojny sześciodniowej.
W 2023 roku znajdowało się w nim 35 557 osób.